# Archaeobuthus
Archaeobuthus – wymarły rodzaj pajęczaków z rzędu skorpionów; jedyny z monotypowej rodziny Archaeobuthidae. Obejmuje jeden wczesnokredowy gatunek, A. estephani, znany wyłącznie z  inkluzji w bursztynie libańskim.

## Taksonomia
Rodzina, rodzaj i jego gatunek typowy opisane zostały po raz pierwszy w 2001 roku przez Wilsona R. Lourenço na podstawie inkluzji pojedynczego osobnika młodocianego w bursztynie libańskim, datowanym na barrem w kredzie wczesnej. Bursztyn ten zebrany został w odkrywce koło wsi Harsun w regionie Kada Baszarri Dystryktu Północnego Libanu przez Antouna Estephana, na cześć którego nadany został epitet gatunkowy. Jest to najstarszy skorpion spośród opisanych z inkluzji w bursztynie i jedyny skorpion znaleziony w bursztynie libańskim.
Lourenço umieścił nową rodzinę w obrębie nadrodziny Buthoidea, wskazując na podobieństwa z Buthidae i Microcharmidae. W 2006 roku ukazała się rewizja Archaeobuthidae autorstwa Chrisa Baptisty i współpracowników. Wykazali oni, że rodziny tej nie da się zaliczyć do żadnej z współczesnych nadrodzin ani do żadnego współczesnego parworzędu skorpionów, i umieścili ją jako incertae sedis w obrębie infrarzędu Orthosterni. W wynikach przeprowadzonej przez nich analizy kladystycznej Archaeobuthus utworzył klad z dwoma innymi mezozoicznymi rodzajami skorpionów: Protobuthus i Paleoburmesebuthus.

## Morfologia
Jedyny znany okaz miał około 6 mm długości ciała przy łącznej długości karapaksu i przedodwłoka wynoszącej 2,82 mm. Ubarwienie miał żółtawobrązowe z rudobrązowymi łatami na nogogłaszczkach. Oskórek pokryty był słabym do umiarkowanie rozwiniętego ziarenkowaniem i miał bruzdy słabo do przeciętnie zaznaczonych.
Karapaks miał wzgórek oczny umieszczony w przedniej połowie, oczy środkowe o średnicach dwukrotnie mniejszych niż odległość między nimi i dwie pary oczu bocznych. Szerokość karapaksu na wysokości oczu bocznych wynosiła 0,89 mm, a na przedzie przypuszczalnie 1,06 mm. Sternum przypuszczalnie było pięciokątne. Szczękoczułki cechowały się palcem ruchomym o ząbku brzuszno-odsiebnym mniejszym od zęba grzbietowo-odsiebnego, natomiast resztę ich uzębienia interpretuje się jako zredukowaną lub słabo widoczną.
Nogogłaszczki miały uda o długości 1,06 mm i szerokości 0,27 mm, wyposażone w pięć żeberek, a po stronie wewnętrznej też w kolcowate ziarenka. Na udzie leżało dziewięć trichobotrii oznaczonych: d1, d2, d3, d4, d5, i1, i2, i3 oraz e3, spośród których d1, d3 i d4 ustawione były równolegle do żeberka grzbietowo-zewnętrznego. Rzepka miała 1,21 mm długości i 0,37 mm szerokości; zaopatrzona była w siedem trichobotrii oznaczonych: d1, d3, i, eb1, esb1, est oraz et1. Na grzbietowej stronie goleni widoczne były trzy żeberka; jej długość wynosiła 1,05, a szerokość 0,29 mm. Szczypce miały 0,34 mm szerokości i 2,1 mm długości, z których 0,82 mm przypadało na dłoń. Powierzchnia szczypiec była delikatnie ziarenkowana oraz zaopatrzona w dwa żeberka zewnętrzne i jedno wewnętrzne. Oba palce szczypiec dysponowały kolcami w kształcie noży. Na szczypcach rozmieszczonych było dziesięć trichobotriów – pięć na palcu nieruchomym (db, dt, eb, est, et) oraz pięć na ruchomym (Eb1, Eb2, Est, Et1, V1). Odnóża kroczne cechowały się brakiem ostróg na goleniach, natomiast obecne były one na stopach.
Odwłok miał po trzy żeberka podłużne na tergitach od pierwszego do szóstego i pięć takowych żeberek na tergicie siódmym. Jego sternity od czwartego do siódmego miały stosunkowo gładką powierzchnię z podłużnym rzędem punktów przez środek. Piąty i szósty sternit miały niewielkie przetchlinki o kształcie owalnym lub okrągłym. Wygląd zaodwłoka pozostaje w większości nieznany – zachował się tylko jego pierwszy segment; miał on 10 żeberek, z których te grzbietowo-boczne wyposażone były w kolcokształtne ziarenka.

## Paleoekologia
Skorpion ten zasiedlał gęste, cieniste lasy porastające północno-wschodnią część Gondwany. Występowały one w delcie rzeki lub nad estuarium. Cechowała je bardzo wysoka wilgotność. Lasy te leżały w strefie tropikalnej lub subtropikalnej, a występujący w nich klimat rekonstruuje się jako umiarkowany do gorącego. Pory roku były w nim słabo wyrażone o czym świadczą słabo zaznaczające się słoje przyrostu rocznego w skamieniałościach drewna. Bursztyn libański dostarczył licznych skamieniałości zwierząt, zwłaszcza stawonogów zasiedlających owe lasy; listę ich taksonów do poziomu rodzaju podano w: fauna bursztynu libańskiego.